# Материнский род
Матери́нский род  — одна из социально-экономических единиц первобытного общества.
Материнский род представляет собой экзогамный коллектив кровных родственников по линии матери. Этот коллектив отличает осознание своей общности, что отражается в родовых названиях, тотемизме. При этом материнский род воспринимается как «происходящие из одного чрева», «одна кость». Материнский род наличествует у ряда племён и народов, находящихся на различных ступенях доклассового общества. К таковым относят часть аборигенов Австралии, меланезийцев, индейцев Америки.
В советской науке было распространено мнение, согласно которому родовое общество в своём развитии поочерёдно проходит через два этапа — период материнского и период отцовского рода. Считалось, что «в материнском роде производственные отношения людей, как правило, совпадали с отношениями между кровными родственниками».